# Nitrato di tallio
Il nitrato di tallio è il sale di tallio(I) dell'acido nitrico.

## Estrazione e aspetto
Il nitrato di tallio (I) può essere ottenuto facendo reagire lo ioduro di tallio(I) con acido nitrico. Tuttavia, è più facile fabbricare partendo dal metallo stesso, dal suo idrossido o dal carbonato:
{\displaystyle {\ce {TlOH\ +\ HNO3->TlNO3\ +\ H2O}}}
{\displaystyle {\ce {Tl2CO3\ +\ 2HNO3->2TlNO3\ +\ CO2}}}

## Proprietà
A temperatura ambiente si presenta come un solido bianco inodore, igroscopico e sensibile all'umidità. È un composto comburente, molto tossico, pericoloso per l'ambiente. Si decompone per riscaldamento in ossidi di tallio e ossidi di azoto. È solubile in acqua, la sua solubilità aumenta fortemente con la temperatura.

## Usi
Il nitrato di tallio(I) è utilizzato per la produzione e l'analisi chimica e come additivo nella produzione di lenti in fibra ottica.